# Tibouchina kingii
Tibouchina kingii är en tvåhjärtbladig växtart som beskrevs av John Julius Wurdack. Tibouchina kingii ingår i släktet Tibouchina och familjen Melastomataceae. Inga underarter finns listade i Catalogue of Life.